# فرودگاه شهری وارساو (میزوری)
فرودگاه شهری وارساو (میسوری)  (به انگلیسی: Warsaw Municipal Airport (Missouri))  یک فرودگاه همگانی باربری  است که یک باند فرود بتن دارد و طول باند آن ۱۰۰۶ متر است. این فرودگاه در  کشور ایالات متحده آمریکا قرار دارد و در ارتفاع ۲۸۵ متری از سطح دریا واقع شده است.